# Waynesboro (Pensilvânia)
Waynesboro é um distrito localizado no estado norte-americano de Pensilvânia, no Condado de Franklin.

## Demografia
Segundo o censo norte-americano de 2000, a sua população era de 9614 habitantes.
Em 2006, foi estimada uma população de 9755, um aumento de 141 (1.5%).

## Geografia
De acordo com o United States Census Bureau tem uma área de
8,7 km², dos quais 8,7 km² cobertos por terra e 0,0 km² cobertos por água. Waynesboro localiza-se a aproximadamente 223 m acima do nível do mar.

## Localidades na vizinhança
O diagrama seguinte representa as localidades num raio de 12 km ao redor de Waynesboro.